# Dave Mirra

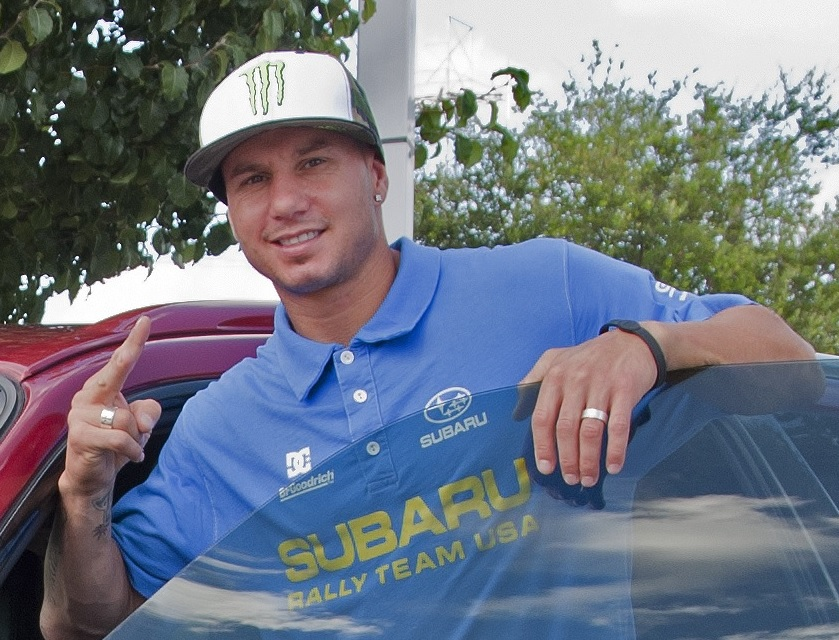
Dave Mirra (2010)

David Michael „Dave“ Mirra (* 4. April 1974 in Chittenango, New York; † 4. Februar 2016 in Greenville, North Carolina) war ein US-amerikanischer Extremsportler, der im BMX-Sport und bei Rallycross-Rennen aktiv war.

## Leben und Karriere
Mirra wurde 1974 im Bundesstaat New York geboren. Er machte einen universitären Abschluss an der California State Polytechnic University, Pomona.
Mirras Bruder Tim zog in den 1990er-Jahren nach Greenville, North Carolina, um dort zu studieren. David folgte ihm bald darauf. Der BMX-Fahrer Ryan Nyquist zog bei Tim ein. Mirra und Nyquist fingen sodann an, gemeinsam Rampen zu bauen. Mittlerweile wohnen über 20 professionelle BMX-Fahrer in Greenville, das innerhalb der Szene nun „Protown“ genannt wird.
Mirra begann seine professionelle Karriere im Jahr 1992 und gewann bei den X-Games 1995 erstmals eine Medaille. Von dort an gewann er, außer 2006, jedes Jahr mindestens eine Medaille. Insgesamt gewann er 24 Medaillen, davon 14 goldene. Ab 2011 legte er seinen sportlichen Fokus auf die Teilnahme an Rallycross-Rennen, ab 2014 nahm er auch an Ironman- und Triathlon-Wettbewerben teil.
Er hielt – bis er 2013 durch Bob Burnquist abgelöst wurde – den Rekord für die meisten gewonnenen Medaillen bei den X-Games. Er besaß ein eigenes Unternehmen und gewann im Jahre 2014 das Race Across America im Viererteam der Männer U50.
Er bekam mit seiner Frau Lauren zwei Töchter.
Am 4. Februar 2016 wurde Mirra in einem Pick-up tot aufgefunden, nachdem er in einem anderen Bezirk Greenvilles Freunde besucht hatte. Da er an den Folgen einer offenbar selbst zugefügten Schusswunde starb, geht die Polizei von einem Suizid aus.